# Aa hieronymi
Lan a Hieronym (danh pháp hai phần: Aa hieronymi) là một loài thực vật có hoa trong họ Lan (Orchidaceae). Loài này được (Cogn.) Schltr. miêu tả khoa học đầu tiên năm 1912.